# Jo Brouns
Jo Brouns, né le 12 janvier 1975 à Brée, est un homme politique belge, membre du Christen-Democratisch en Vlaams (CD&V).

## Biographie
Jo Brouns nait le 12 janvier 1975 à Brée.
Lors des élections régionales de 2019, il est élu député au Parlement flamand.
Le 18 mai 2022, Jo Brouns devient ministre de l'Économie, de l'Emploi, de l'Économie sociale et de l'Agriculture dans le gouvernement Jambon.